# Świerszczak chiński
Świerszczak chiński, krótkolotka Taczanowskiego (Locustella tacsanowskia) – gatunek małego ptaka z rodziny świerszczaków (Locustellidae). Występuje we wschodniej i południowo-wschodniej Azji, jest wędrowny. Nie jest zagrożony wyginięciem.
SystematykaGatunek ten po raz pierwszy opisał w 1871 roku Robert Swinhoe. Autor nadał mu nazwę Locustella tacsanowskia, a jako miejsce typowe wskazał Zabajkale. Dawniej gatunek ten był umieszczany w rodzaju Bradypterus, ale przywrócono go do rodzaju Locustella. Jest to gatunek monotypowy. Opisano podgatunki netrix i chui, ale nie są one uznawane. Epitet gatunkowy został nadany na cześć polskiego ornitologa Władysława Taczanowskiego, autora m.in. Ornithology of Peru (1884–86).
MorfologiaDługość ciała około 13 cm; masa ciała 9,8–12,4 g. Obie płcie są do siebie podobne.
Zasięg występowaniaWystępuje w południowo-wschodniej Rosji, Mongolii i Chinach; zimuje w północno-wschodnich Indiach, Mjanmie, Laosie, Nepalu, Tajlandii i Wietnamie.
StatusIUCN uznaje świerszczaka chińskiego za gatunek najmniejszej troski (LC, Least Concern). Liczebność światowej populacji nie została oszacowana, ale ptak ten opisywany jest jako lokalnie pospolity. Ze względu na brak dowodów na spadki liczebności bądź istotne zagrożenia dla gatunku BirdLife International uznaje globalny trend liczebności populacji za prawdopodobnie stabilny.